# Benjamín Edwards Garriga
Benjamín Edwards Garriga (La Serena, 1850 - Santiago, 1921) fue un político y periodistachileno.

## Vida
Fue hijo de Santiago Edwards Ossandón y de Jesús Garriga Argandoña. Educado en el Colegio San Ignacio (1866-1868).
Contrajo matrimonio con Josefina Sutil Borges, tuvieron cinco hijos: Rafael (ingeniero civil), Marcial (abogado), Luis, Josefina y Hernán (ingeniero civil). A través de su hijo Hernán, es bisabuelo del economista chileno radicado en California Sebastián Edwards Figueroa.
Se dedicó al periodismo, fundando el diario "La Unión" de Valparaíso.
Fue secretario de la Legación de Chile en México y Centroamérica (1882).
Fue miembro del Partido Nacional y del Partido Conservador.
Diputado por Copiapó, Chañaral y Freirina (1891-1894). Participó de la comisión permanente de Relaciones Exteriores. 